# Diana Çuli
Diana Çuli (pronúnciase Chuli) (13 de abril de 1951, Tirana) es una escritora, periodista, activista, política albana. 
En 1973, se graduó por la Facultad de Filosofía de la Universidad de Tirana. Después de su graduación se unió a los consejos de redacción de Drita y la revista de lengua francesa Les lettres albanaises. En 1990, entró en relación con la oposición democrática y se convirtió en jefa del Foro de Mujeres Independientes, y luego se unió a la Partido Socialdemócrata de Albania.
Desde 2006 fue elegida representante de Albania en la Asamblea Parlamentaria del Consejo de Europa. En Albania trabaja por los derechos de la mujer, en particular aquellas que son forzadas a ejercer la prostitución. A partir de 2004 fue presidenta de la Federación de Mujeres y Niñas de Albania.
A finales de la década de 1970, publicó su primer cuento Ndërgjegja (Conciencia). Ha publicado diez novelas y es la autora de guiones de películas como Hije që mbeten pas (1985), Rrethi i kujtesës (1987), y Bregu i ashpër (1988).

## Algunas publicaciones
- 1980: Jehonat e jetës (Los ecos de la vida)
- 1983: Zëri i largët (La voz distante)
- 1986: Dreri i trotuareve (Aceras con ciervos) Ed. Toena, 399 p. 2011 ISBN 9994317555, ISBN 9789994317554
- 1989. Ditët e Teutës: tregime dhe novela (Días y Teuta: cuentos y novelas) Ed. Naim Frashëri, 295 p. 1989
- 1992: Rekuiem (Réquiem)
- 1993: ... dhe nata u nda në mes (... Y la noche se dividió entre) Ed. Toena, 299 p. 2008 ISBN 999431341X, ISBN 9789994313419
- 2000: Diell në mesnatë (Sol de medianoche)
- 2006: Engjëj të armatosur (Ángeles armados) Ed. Toena, 285 p. 2009 ISBN 9994314955, ISBN 9789994314959
- 2009: Gruaja na kafe (Nosotras morenas)
- 2010: Ženata od barot (Alimentando a Zenata) Prosa secular moderna. Ed. Makedonska reč, 164 p. 2010 ISBN 6082250176, ISBN 9786082250175